# Dionysia teucrioides
Dionysia teucrioides là một loài thực vật có hoa trong họ Anh thảo. Loài này được P.H.Davis & Wendelbo mô tả khoa học đầu tiên năm 1961.